# Indias de Mayagüez
Le Indias de Mayagüez furono una franchigia pallavolistica femminile di Porto Rico, con sede a Mayagüez.

## Storia
Le Indias de Mayagüez vengono fondate nel 1998. Dal 2000 prendono parte alla Liga de Voleibol Superior Femenino, di cui sono finaliste nel 2002 e nel 2005, sconfitte in entrambe le occasioni dalle Criollas de Caguas. Nella stagione 2013 vincono per la prima volta lo scudetto, dominando in finale le Pinkin de Corozal. Raggiungono nuovamente le finali scudetto nel corso della LVSF 2015, venendo sconfitte in cinque gare dalle Criollas de Caguas.
Nel 2021, a causa dell'indisponibilità di un'arena per le proprie gare casalinghe, la franchigia cede il proprio titolo sportivo alla città di Ponce, ridando vita alle Leonas de Ponce e cessando le proprie attività.

## Palmarès
- Campionato portoricano: 1

2013